# Ommatius nigrantis
Ommatius nigrantis är en tvåvingeart som beskrevs av Scarbrough 2003. Ommatius nigrantis ingår i släktet Ommatius och familjen rovflugor. Inga underarter finns listade i Catalogue of Life.